# Licaria bahiana
Licaria bahiana är en lagerväxtart som beskrevs av H.Kurz. Licaria bahiana ingår i släktet Licaria och familjen lagerväxter. Inga underarter finns listade i Catalogue of Life.